# Paul Bonga Bonga
Paul Bonga Bonga (ur. 25 kwietnia 1933 w Ebonda, Wolne Państwo Kongo (dzisiejsza Demokratyczna Republika Konga) - piłkarz kongijski grający na pozycji środkowego pomocnika.

## Kariera
Paul Bonga rozpoczął swoją karierę w 1948 roku w klubie Lion d'Or. Dwa lata później - w 1950 roku dołączył do klubu Sporting z college'u Sainte Anne. W tym samym roku dołączył do klubu Union, w którym rzekomo założył on swoje pierwsze buty.
Dwa lata później - w 1952 roku Paul został zawodnikiem Motema Pembe, w którym rozpoczął swoją świetną karierę i poznał wielu przyjaciół: Balondo Majora, Mayunda Maxa, Nganga Gastona i Androkwa.
W 1956 roku król Belgii Leopold III założył "reprezentację" kongijską zwaną "Les Lions". Paul Bonga został został do niej wcielony. W tym samym roku odbyło się tournée po całej Europie, ale głównie po Belgii. To właśnie w tym państwie, Paul dostał swoją szansę. Po fenomenalnym towarzyskim meczu z Standard Liège, został on zauważony przez menedżerów zespołu. Po zakończeniu tournée, Bonga został zaproszony przez klub i 23 września 1957 roku na Stade de Sclessin podpisał z klubem kontrakt.
W sezonie 1958 Standard Liège zajął pierwsze miejsce w lidze, a Paul został wybranym najlepszym zawodnikiem ligi wszystkich narodowości. Kolejne tytuły Standard Liège wygrał w sezonach 1960/1961 i 1962/1963.
Paul Bonga był pierwszym zawodnikiem z poza Europy, który doszedł wraz z klubem do ćwierćfinału Pucharu Europy Mistrzów Klubowych.
W 1962 roku Paul został wybrany do kadry „Reste du Monde” wraz z węgierskim bramkarzem Gyulą Grosicsem, szwedzkim obrońcą Orvarem Bergmarkiem, brazylijskim obrońcą Niltonem Santosem, portugalskim obrońcą Germano i angielskim pomocnikiem Dannym Blonchflowerem.
Rok później, w 1963 roku, Paul Bonga zostaje zaproszony do wówczas II-ligowego klubu Charleroi SC. Wraz z nim, do klubu dołączył inny Kongijczyk – Ignace Muwawa. Ten dublet przywrócił zespół do I ligi.
Bonga Bonga zdecydował się w 1970 roku zakończyć swoją znakomitą karierę w II-ligowym klubie FC Tubize.
W tym samym roku Paul rozpoczął karierę trenerską w tym samym klubie, a w 1972 roku został on trenerem swojego pierwszego klubu – Motema Pembe.
 - "Paul Bonga Bonga – „Blanchette”, przykład dla całego pokolenia" (ang,) Marc Coudijzer – kwiecień 2020r.
 - "Paul Bonga Bonga: największy kongijski piłkarz" (fran.), La Consience, 4 lipca 2007r.
 - serwis Transfermarkt.pl